# Gong- und Trommelmusik aus Chaozhou
Gong- und Trommelmusik aus Chaozhou (chinesisch 潮州锣鼓, Pinyin Chaozhou luogu, englisch Chaozhou wind and percussion ensemble/Chaozhou Gong and Drum Music) ist eine regionale instrumentale traditionelle chinesische Volksmusik-Ensembleformation, die das chinesische musikalische Genre der „Musik für Blas- und Schlaginstrumente“ (吹打,  chuīdǎ) praktiziert, zu der beispielsweise auch die Xi’an-Trommelmusik (Xi’an guyue)  oder die Musik mit Blas- und Schlaginstrumenten aus dem Süden der Provinz Jiangsu (Sunan chuida) in unterschiedlichen Formen zählen, allerdings in anderen Formen und Ausprägungen. Die Gong- und Trommelmusik aus Chaozhou ist im Gebiet der Stadt Chaozhou (Teochiu) im östlichen Teil der Provinz Guangdong verbreitet.

## Große und Kleine Gong- und Trommelmusik
Es werden die Große Gong- und Trommelmusik aus Chaozhou (潮州大锣鼓,  Chaozhou da luogu) und die Kleine Gong- und Trommelmusik aus Chaozhou (潮州小锣鼓,  Chaozhou xiao luogu) unterschieden.

## Musikinstrumente
Zu den Musikinstrumenten des Ensembletyps der Großen Gong- und Trommelmusik aus Chaozhou gehören nach chinamedley.com die 
Blasinstrumente:
- Da suona (große Suona) 大唢呐
- Xiao suona (kleine Suona) 小唢呐
- Dadi 大笛 (横笛)
- Xiaodi 小笛 (umg. 箫仔)
- Xiao 箫

Schlaginstrumente:
- Trommeln Gu 鼓: Sugu 苏鼓, Zhonggu 中鼓, Dagu 大鼓
- Suluo 苏锣
- Douluo 斗锣
- Shenbo 深波
- Qinzi 钦子
- Kangluo 亢锣
- Yueluo 月锣
- Dabo 大钹
- Xiaobo 小钹
- Tongzhong 铜钟
- Yunluo 云锣

Streichinstrumente:
- Erxian 二弦
- Yehu 椰胡
- Erhu 二胡
- Huxian 胡弦

Zupfinstrumente:
- Xiaosanxian (Kleine Sanxian) 小三弦
- Dasanxian (Große Sanxian) 大三弦
- Pipa 琵琶
- Yueqin 月琴
- Yangqin (Hackbrett) 扬琴